# Luis Felipe Laso Pérez Cotapos
Luis Felipe Laso Pérez Cotapos (Santiago, 5 de abril de 1908-Ibíd, ¿?) fue un abogado, funcionario y político chileno, miembro del Partido Radical (PR). Se desempeñó, entre otras cosas, como director general del Servicio de Registro Civil e Identificación de Chile entre 1939 y 1945.

## Familia y estudios
Nació en Santiago de Chile el 5 de abril de 1908, siendo uno de los siete hijos del matrimonio conformado por Luis Felipe Laso Jaraquemada y Rosa Pérez Cotapos Echeverría. Realizó sus estudios primarios y secundarios en el Liceo Alemán de Santiago. Continuó los superiores en la Facultad de Derecho de la Universidad de Chile, titulándose como abogado en 1932, con la tesis Sobre la justicia de menor cuantía.
Se casó con Judith Ovalle, sin tener descendencia.

## Carrera profesional
Desde 1925 hasta 1941, ejerció como funcionario del Ministerio del Interior. En 1939, fue nombrado por el presidente Pedro Aguirre Cerda, también radical, como director general del Servicio de Registro Civil e Identificación de Chile, cargo que ocupó hasta 1945; pasando por la vicepresidencia de Jerónimo Méndez y la presidencia de Juan Antonio Ríos.
A contar de esa última fecha, se desempeñó como director general de la Dirección General de Correos y Telégrafos. Dejó el puesto en 1948, se jubiló y pasó a ejercer libremente su profesión. Más tarde, en 1952, fue nombrado por Carlos Ibáñez del Campo como fiscal de la Caja de Empleados Públicos, actuando hasta 1955.